# Elevförbundet
Elevförbundet var en svensk organisation som samlade elevkårer på grundskole- och gymnasienivå. 
Elevförbundet bildades ur Statens Tekniska Läroverks Elevförbund (senare TLE, Tekniska Linjers Elevförbund), som bildades 1938 och omfattade elevkårerna vid landets tekniska läroverk. Organisationen arbetade ursprungligen mest med elevsocial verksamhet såsom samköp av ingenjörsringar, anordnande av skoldanser och försäljning av rabatterat skolmaterial. Organisationen utgav med start 1952 tidskriften TLE-nytt, som 1966 uppgick i tidskriften Gymnasieingenjören.
Under 1960- och 1970-talet präglade en skolpolitisk debatt organisationen mer och mer. Spänning uppstod mellan dem som stod för en mer traditionell elevsocial verksamhet och dem som ville arbeta skolpolitiskt. Även om organisationen i vågor svängde mellan dessa två poler så kom båda sidorna att rymmas inom organisationen.
1982 gick Elevförbundet samman med den andra elevorganisationen SECO, Sveriges Elevers Centralorganisation, och bildade Elevorganisationen. 